# Warner Bros. Television
Warner Bros. Television és una productora i distribuïdora de televisió de Warner Bros. Entertainment i The CW Television Network de Time Warner (en el qual la Warner té el 50% de la propietat). La divisió va començar el 1955, amb l'èxit de la saga Warner Bros. Presents. El 1988, va ser adquirit per Lorimar-Telepictures. Telepictures va ser adquirit després com a unitat de distribució de WBTV, i el 1990, va esdevenir com una empresa de televisió i cinema. El 1993, Lorimar Television va ser absorbit per WBTV.

## Llista parcial de programes produïts per la WBTV
Live action
- Pushing Daisies
- Maverick (1957-1962)
- 77 Sunset Strip (1958-1964)
- F Troop (1965-1967)
- The F.B.I. (1965-1974)
- Kung Fu (1972-1975)
- Wonder Woman (1975-1979)
- Alice (1976-1985)
- The Dukes of Hazzard (1979-1985)
- Love, Sidney (1981-1983)
- Scarecrow and Mrs. King (1983-1987)
- V (1984-1985)
- Night Court (1984-1992)
- Growing Pains (1985-1992)
- Spenser For Hire (1985-1988)
- Head of the Class (1986-1991)
- Perfect Strangers (1986-1993)
- The Hogan Family (1986-1991)
- Full House (1987-1995)
- Murphy Brown (1988-1998)
- Just the Ten of Us (1988-1991)
- Tales from the Crypt (1989-1996)
- Family Matters (1989-1998)
- Life Goes On (1989-1993)
- The Fresh Prince Of Bel-Air (1990-1996) (distr.)
- The Flash (1990-1991)
- Step By Step (1991-1997)
- Hangin' with Mr. Cooper (1992-1997)
- Living Single (1993-1998)
- Tales from the Cryptkeeper (1993-1999)
- ER (1994-present)
- Friends (1994-2004)
- Babylon 5 (1993-1999)
- Free Willy (1994-1995)
- MADtv (1995-present)
- The Drew Carey Show (1995-2004)
- The Wayans Bros. (1995-1999)
- The Parent 'Hood (1995-1999)
- Road Rovers (1996-1997)
- Waynehead (1996-1997)
- Two of a Kind (1998-1999)
- Sex and the City (1998-2004) (distr.)
- Jesse (1998-2000)
- The West Wing (1999-2006)
- Gilmore Girls (2000-2007)
- Without a Trace (2002-present)
- What I Like About You (2002-2006)
- Everwood (2002-2006)
- Two and a Half Men (2003-present)
- The O.C. (2003-2007)
- One Tree Hill (2003-present)
- Cold Case (2003-present)
- Twins (2005-2006)
- The War at Home (2005-2007)
- Studio 60 on the Sunset Strip (2006-2007)